# Французька школа в Римі
41°53′41″ пн. ш. 12°28′15″ сх. д. / 41.89472222° пн. ш. 12.47083333° сх. д.
Французька школа в Римі (фр. École française de Rome) — французька державна науково-дослідна установа в галузі історії, археології та соціальних наук під наглядом Міністерства вищої освіти та досліджень (Ministère de l'enseignement supérieur et de la recherche) .

## Історія
Французька школа була заснована в Римі 1873 року як філія Французької школи в Атенах (« École française d'Athènes»), наступного року її було перейменованого на Школу археології, а 1875 року відкрито під нинішньою назвою.
Школа розташована у Палаццо-Фарнезе, в тій же будівлі, що і французьке посольство. Школа має бібліотеку на 200 000 томів та 2000 назв журналів, а з 1971 року тут засновано видавництво, яке зокрема публікує щорічний французький журнал «Mélanges de l'Ecole française de Rome», що виходив у Парижі з 1881 до 1970 під назвою " Mélanges d'archéologie et d'histoire " . 1971 року журнал було розділено на серію античних досліджень (MEFRA) та серію середньовіччя та Нового часу (MEFRM). 1989 році серія MEFRM почала займатися тільки середньовіччям, зате з'явилася серія Mélanges de l'Ecole Française de Rome / Italie et mediterranée (MEFRIM). При бібліотеці школи було видано папські реєстри 13-го та 14-го століть, починаючи від папи Григорія IX.

## Список директорів
- Альбер Дюмон (1874—1875), Академія написів та красного письменства
- Огюст Жеффруа (1875—1882), Академія моральних і політичних наук
- Едмон Ле Блан (1882—1888), Академія написів та красного письменства
- Огюст Жеффруа (1888—1895), Академія моральних і політичних наук
- Луї Дюшен (1895—1922), Французька академія
- Андре Перате, тимчасовий на 1922—1923 роки
- Еміль Маль (1923—1937), Французька Академія
- Жером Каркопіно (1937—1940), Французька Академія
- Альбер Греньє (1945—1952), Академія написів та красного письменства
- Жан Бає (1952—1960), Академія написів та красного письменства
- П'єр Буаянсе (1960—1970), Академія написів та красного письменства
- Жорж Валле (1970—1983), Академія написів та красного письменства
- Шарль П'єтрі (1983—1991), Академія написів та красного письменства
- Клод Ніколе (1992—1995), Академія написів та красного письменства
- Андре Воше (1995—2003), Академія написів та красного письменства
- Мішель Гра (2003—2011)
- Катрін Вірлувет (2011—2019)
- Бріжіт Марен (з 2019 року)